# Roger Beuchat
Roger Beuchat (Court, 2 januari 1972) is een Zwitsers voormalig wielrenner.

## Belangrijkste overwinningen
2000
- 2e etappe Ronde van Poitou-Charentes

2001
- GP de Genève
- Tour du Jura

2009
- Eindklassement Ronde van Korea
- Tour du Jura

## Resultaten in voornaamste wedstrijden
| Jaar | Ronde van Italië | Ronde van Frankrijk | Ronde van Spanje |
| ---- | ---------------- | ------------------- | ---------------- |
| 1998 |                  |                     | 100e             |
| 2002 |                  |                     |                  |
| 2003 |                  |                     |                  |
| 2004 |                  |                     |                  |
| 2005 |                  |                     |                  |
| 2008 |                  |                     |                  |

| Jaar | Milaan-San Remo | Luik-Bast.‑Luik | Ronde van Lombardije |  | WK op de weg |
| ---- | --------------- | --------------- | -------------------- |  | ------------ |
| 1998 |                 |                 |                      |  |              |
| 2002 |                 |                 |                      |  | 64e          |
| 2003 | 138e            |                 |                      |  | 108e         |
| 2004 |                 | 109e            |                      |  | 38e          |
| 2005 |                 |                 |                      |  | 106e         |
| 2008 |                 |                 | 23e                  |  |              |